# Neptun 388
Die Frachtschiffsserie Neptun 388, auch Serie Neuenburg genannt, ist ein sehr variabler Stückgutschiffstyp der Rostocker Schiffswerft „Neptun“.

## Geschichte
Grundlage des Typs waren die geringfügig kleineren Baureihen Neptun 381 und Neptun 371. Die Schiffe stimmen technisch weitgehend mit dem später gebauten Typen Neptun 401 von 1976 und Neptun 403 von 1976/77 überein. Hergestellt wurde die Baureihe 1974 in zwei Einheiten. Vorgesehen sind die wahlweise als Volldecker oder Freidecker ausgelegten Schiffe vorwiegend für den kombinierten Transport von Stückgut, Containern, Schwergut, Holz, Schüttgutladungen, aber auch Früchten und Süßöl.
Erstes Schiff und Namensgeber der Serie war die am 31. Mai 1974 übergebene Neuenburg mit der Baunummer 388. Die in Kiel beheimatete Neuenburg wurde mehrfach umbenannt, zuletzt 1992 in J. Faster, und 2000/2001 aus dem Register gestrichen.
Das zweite und letzte Schiff dieser Serie war die als Bari auf Kiel gelegte Petra, welche nach mehreren Umbenennungen ab dem 2. Dezember 2000 als J. Truster im chinesischen Xinhui abgebrochen wurde.

## Technik
Angetrieben wurden die Schiffe von einem in MAN-Lizenz gefertigten 6620 kW Zweitakt-Dieselmotor des Typs K9Z 60/105 E des Herstellers VEB Maschinenbau Halberstadt der direkt auf einen Festpropeller wirkt. Die Maschinenanlage ist für den weitgehend automatisierten Betrieb eingerichtet.
Die mit einem Wulstbug versehenen Rümpfe sind in Sektionsbauweise zusammengefügt. Der mit Einzelkammern ausgestattete Wohn- und Arbeitsbereich der achtern angeordneten Decksaufbauten ist klimatisiert.
Die drei Laderäume mit einem Rauminhalt von 20.189 m³ Kornraum und 18.200 m³ Ballenraum verfügen über Zwischendecks, die Laderäume werden mit MacGregor-Lukendeckeln verschlossen. Es können außerdem 108 m³ Kühlladung und 383 m³ Süßöl und 336 Container, oder 3922 Standards Holz transportiert werden. Das Ladegeschirr besteht aus drei 16 Tonnen Schwingladebäumen, zwei 25 Tonnen Bordkränen und einem durchschwenkbaren 150 Tonnen Schwergutbaum.